# Acalypha brittonii
Acalypha brittonii là một loài thực vật có hoa trong họ Đại kích. Loài này được Rusby mô tả khoa học đầu tiên năm 1901.